# Robin Millar (Musiker)
Sir Robin John Christian Millar, CBE (* 18. Dezember 1951) ist ein englischer Plattenproduzent, Musiker und Geschäftsmann, der auch als „The Original Smooth Operator“, „The man behind Sade“ und „Golden Ears“ Boy George bekannt ist. Er wurde als Sohn eines irischen Vaters und einer westindischen Mutter in London geboren und ist blind. Mit über 150 Gold-, Silber- und Platinplatten und 55 Millionen verkauften Platten ist er einer der erfolgreichsten Plattenproduzenten der Welt. Seine Produktion von Diamond Life aus dem Jahr 1984, dem Debütalbum von Sade, wurde bei den BRIT Awards 2011 zu einem der zehn besten Alben der letzten 30 Jahre gewählt.
Millar hat eine Reihe von Unternehmen in den Bereichen Autovermietung, Musikaufnahmen und Verlagswesen aufgebaut. 2012 unterzog er sich einer 12-stündigen Operation, bei der ihm eine bionische Netzhaut in sein rechtes Auge eingesetzt wurde, um die Forschung zur künftigen Behandlung von Blindheit zu unterstützen. Im November 2020 wurde Millar zum Vorsitzenden von Scope UK ernannt, der nationalen Wohltätigkeitsorganisation zur Vertretung der 14 Millionen beeinträchtigten Menschen in Großbritannien. Im Februar 2021 fuhr er 407 virtuelle Meilen auf einem Heimtrainer, um 40.000 Pfund für Scope zu sammeln, deren Geschäfte während der COVID-19-Pandemie geschlossen wurden.
Im Rahmen der Birthday Honours 2010 wurde Millar wegen Verdiensten für die Musikindustrie zum Commander of the Order of the British Empire (CBE) ernannt. 2022 erfolgte die Ernennung zum Knight Bachelor.